# Filosofia francesa
La filosofia francesa és la filosofia desenvolupada a França al llarg de la història i compta amb tres períodes destacats: la filosofia medieval escolàstica, el racionalisme que neix amb René Descartes i arriba fins a la Il·lustració i la filosofia al voltant del coneixement i el poder del segle xx. El fet comú a la majoria de pensadors francesos és el paper de la raó dins la definició de l'home i l'intent d'unir filosofia i ciència.
Són autors destacats de la filosofia francesa:
- René Descartes
- Blaise Pascal
- Nicolas Malebranche
- Michel de Montaigne
- Michel Foucault
- Louis Althusser
- Voltaire
- Denis Diderot
- Jean-Jacques Rousseau
- Henri Bergson
- Jean-Paul Sartre
- Claude Lévi-Strauss
- Jacques Derrida
- Roland Barthes